# Krčevine (Vareš, BiH)
Krčevine su naseljeno mjesto u općini Vareš, Federacija Bosne i Hercegovine, BiH.

## Stanovništvo

### 1991.
Nacionalni sastav stanovništva 1991. godine, bio je sljedeći:
ukupno: 253
- Hrvati - 241
- Srbi - 3
- Muslimani - 1
- Jugoslaveni - 7
- ostali, neopredijeljeni i nepoznato - 1

### 2013.
Nacionalni sastav stanovništva 2013. godine, bio je sljedeći:
ukupno: 68
- Hrvati - 67
- Srbi - 1